# Abbaye de Doue

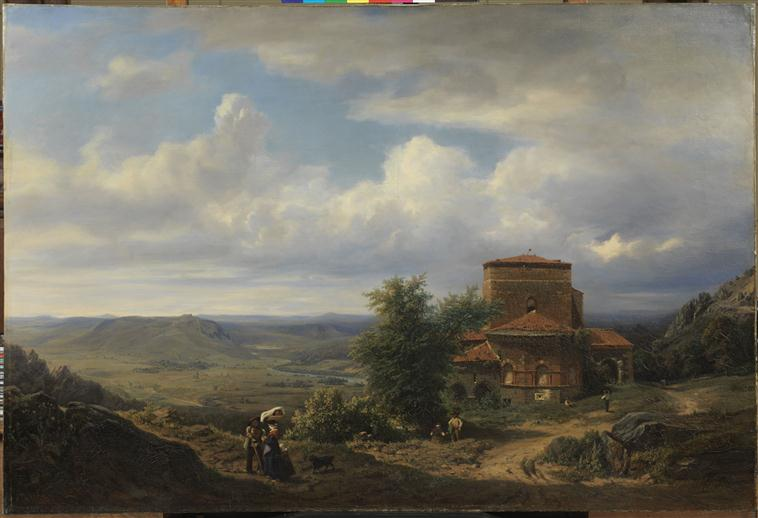
Ancienne abbaye de Doue, par Pierre Thuillier.

L'abbaye de Doue est une ancienne abbaye située au sommet du mont éponyme, sur la commune de Saint-Germain-Laprade dans le département de la Haute-Loire en France.

## Histoire
Lors de la guerre de Cent Ans elle est pillée par le « routier » Seguin de Badefol en août  1364, ainsi que Vals et très certainement Brives. 
Lors des guerres de Religion elle est sommairement fortifiée par les Royalistes, puis prise par les Ligueurs en décembre 1589. Les combats la ruinent.  
De nos jours, l'abbaye est une propriété privée.

## Parties protégées au titre des monuments historiques
La première protection est une inscription au titre des monuments historiques, datant des 7 mars 1952 et 10 septembre 1990, fut annulée et remplacée par les protections actuelles.
Les bâtiments suivants font l’objet d’une inscription au titre des monuments historiques depuis le 5 février 2019 :
- L'abbaye de Doue, en totalité, à l'exclusion de l'église déjà classée, comprenant les bâtiments conventuels, les terrasses de l'aile ouest, le jardin avec le vivier, l'adduction d'eau et la source-abreuvoir, ainsi que le sol de la parcelle 10 .

Les bâtiments suivants font l’objet d’un classement au titre des monuments historiques depuis le 2 septembre 1994 :
- Les vestiges de l'église, y compris la dalle d'enfeu portant une épitaphe et encastrée dans l'abside. On peut encore voir dans l'église un décor peint à la jonction des XVIe et XVIIe siècles ;
- La chapelle Sainte-Catherine, datant du XIVe siècle ;
- Le sol de l'ancienne emprise de l'abbaye, correspondant à la même parcelle cadastrale AM 8 que les bâtiments conventuels.